# Synema decoratum
Synema decoratum är en spindelart som beskrevs av Benoy Krishna Tikader 1960. Synema decoratum ingår i släktet Synema och familjen krabbspindlar. Inga underarter finns listade i Catalogue of Life.